# Vocaloid
Vocaloid (jap. ボーカロイド Bōkaroido) – syntezator śpiewu stworzony przez firmę Yamaha. Pozwala użytkownikowi na tworzenie przebiegów śpiewu przez wpisywanie tekstu, który ma zostać zaśpiewany, oraz melodii.

## Opis
Vocaloid to program przeznaczony na komputery osobiste. W nowatorski sposób zostały w nim połączone technologie syntezy mowy oraz syntezy dźwięku. Oferowany jest w wielu wersjach, różniących się barwą głosu oraz językiem. Doczekał się sześciu generacji, nazwanych kolejno „VOCALOID”, „VOCALOID 2”, „VOCALOID 3”, „VOCALOID 4”, „VOCALOID 5” oraz „VOCALOID 6”.

## Wersje Vocaloida

### Vocaloid – pierwsza generacja
| Produkt | Deweloper            | Język     | Rodzaj głosu | Baza głosu      | Data wydania     |
| ------- | -------------------- | --------- | ------------ | --------------- | ---------------- |
| Leon    | Zero-G               | angielski | męski        | –               | 15 marca 2004    |
| Lola    | Zero-G               | angielski | żeński       | –               | 15 marca 2004    |
| Miriam  | Zero-G               | angielski | żeński       | Miriam Stockley | 1 lipca 2004     |
| MEIKO   | Crypton Future Media | japoński  | żeński       | Meiko Haigō     | 5 listopada 2004 |
| KAITO   | Crypton Future Media | japoński  | męski        | Naoto Fūga      | 17 lutego 2006   |

### Vocaloid 2 – druga generacja
| Produkt                         | Deweloper                                             | Język                | Rodzaj głosu                  | Baza głosu                                    | Data wydania         |
| ------------------------------- | ----------------------------------------------------- | -------------------- | ----------------------------- | --------------------------------------------- | -------------------- |
| Sweet ANN                       | PowerFX                                               | angielski            | żeński                        | Jody                                          | 29 czerwca 2007      |
| Hatsune Miku (CV01)             | Crypton Future Media                                  | japoński             | żeński                        | Saki Fujita                                   | 31 sierpnia 2007     |
| Kagamine Rin i Len (CV02) Act 1 | Crypton Future Media                                  | japoński             | żeński (Rin) męski (Len)      | Asami Shimoda                                 | 27 grudnia 2007      |
| Prima                           | Zero-G                                                | angielski            | żeński                        | –                                             | 14 stycznia 2008     |
| Kagamine Rin i Len (CV02) Act 2 | Crypton Future Media                                  | japoński             | żeński (Rin) męski (Len)      | Asami Shimoda                                 | 18 lipca 2008        |
| Gackpoid                        | Internet Co., Ltd.                                    | japoński             | męski                         | Gackt                                         | 31 lipca 2008        |
| Megurine Luka (CV03)            | Crypton Future Media                                  | japoński i angielski | żeński                        | Yū Asakawa                                    | 30 stycznia 2009     |
| Megpoid                         | Internet Co., Ltd.                                    | japoński             | żeński                        | Megumi Nakajima                               | 25 czerwca 2009      |
| SONiKA                          | Zero-G                                                | angielski            | żeński                        | –                                             | 14 lipca 2009        |
| SF-A2 Miki                      | AH Software                                           | japoński             | żeński                        | Miki Furukawa                                 | 4 grudnia 2009       |
| Kaai Yuki                       | AH Software                                           | japoński             | żeński                        | –                                             | 4 grudnia 2009       |
| Hiyama Kiyoteru                 | AH Software                                           | japoński             | męski                         | Kiyoshi Hiyama                                | 4 grudnia 2009       |
| Big AL                          | PowerFX                                               | angielski            | męski                         | Michael King (wersja wstępna) Frank Sanderson | 22 grudnia 2009      |
| Hatsune Miku Append             | Crypton Future Media                                  | japoński             | żeński                        | Saki Fujita                                   | 30 kwietnia 2010     |
| Tonio                           | Zero-G                                                | angielski            | męski                         | –                                             | 14 lipca 2010        |
| Lily                            | Yamaha Corporation Avex Management Internet Co., Ltd. | japoński             | żeński                        | Yuri Masuda (m.o.v.e)                         | 25 sierpnia 2010     |
| VY1                             | Yamaha Corporation Bplats                             | japoński             | unisex („kobieco” brzmiący)   | –                                             | 1 września 2010      |
| Gachapoid                       | Internet Co., Ltd.                                    | japoński             | męski                         | Kuniko Amemiya                                | 8 października 2010  |
| Nekomura Iroha                  | AH Software                                           | japoński             | żeński                        | Kyounosuke Yoshitate                          | 22 października 2010 |
| Utatane Piko                    | Sony Music Entertainment Japan Ki/oon Records Inc.    | japoński             | męski                         | Piko                                          | 8 grudnia 2010       |
| Kagamine Rin i Len Append       | Crypton Future Media                                  | japoński             | żeński (Rin) męski (Len)      | Asami Shimoda                                 | 27 grudnia 2010      |
| VY2                             | Yamaha Corporation Bplats                             | japoński             | unisex („chłopięco” brzmiący) | –                                             | 25 kwietnia 2011     |

### Vocaloid 3 – trzecia generacja
| Produkt                  | Deweloper                               | Język               | Rodzaj głosu                  | Baza głosu       | Data wydania                                                              |
| ------------------------ | --------------------------------------- | ------------------- | ----------------------------- | ---------------- | ------------------------------------------------------------------------- |
| V3 Megpoid               | Internet Co., Ltd.                      | japoński            | żeński                        | Megumi Nakajima  | 21 października 2011                                                      |
| SeeU                     | SBS Artech                              | koreański, japoński | żeński                        | Kim Dae-hee      | 21 października 2011                                                      |
| Mew                      | Yamaha Corporation                      | japoński            | żeński                        | Miu Sakamoto     | 21 października 2011                                                      |
| VY1V3                    | Yamaha Corporation Bplats               | japoński            | żeński                        | –                | 21 października 2011                                                      |
| Tone Rion                | MoeJapan                                | japoński            | żeński                        | –                | 16 grudnia 2011                                                           |
| OLIVER                   | PowerFX/VocaTone                        | angielski           | męski                         | –                | 21 grudnia 2011                                                           |
| CUL 2.0 / CUL-REBiRTH    | Internet Co., Ltd                       | japoński            | żeński                        | Eri Kitamura     | 22 grudnia 2011                                                           |
| Yuzuki Yukari            | AH Software                             | japoński            | żeński                        | Chihiro Ishiguro | 22 grudnia 2011                                                           |
| Bruno                    | Voctro Labs                             | hiszpański          | męski                         | –                | 24 grudnia 2011                                                           |
| Clara                    | Voctro Labs                             | hiszpański          | żeński                        | –                | 24 grudnia 2011                                                           |
| IA: Aria on the Planetes | 1st Place                               | japoński            | żeński                        | Lia              | 27 stycznia 2012                                                          |
| V3 Megpoid Native        | Internet Co., Ltd                       | japoński            | żeński                        | Megumi Nakajima  | 16 marca 2012                                                             |
| Aoki Lapis               | urfer’s Paradise Studio Deen            | japoński            | żeński                        | Nako Eguchi      | 6 kwietnia 2012                                                           |
| V3 Lily                  | Internet Co., Ltd                       | japoński            | żeński                        | Yuri Masuda      | 19 kwietnia 2012                                                          |
| Luo Tianyi               | Yamaha Corporation Shanghai HENIAN      | chiński             | żeński                        | Shan Xin         | 12 lipca 2012                                                             |
| V3 Gackpoid              | Internet Co., Ltd                       | japoński            | męski                         | Gackt            | 13 lipca 2012                                                             |
| galaco                   | Internet Co., Ltd                       | japoński            | żeński                        | Kō Shibasaki     | 5 sierpnia 2012 (dostępny jako nagroda konkursu Vocaloid 3 Music Contest) |
| VY2V3                    | Yamaha Corporation Bplats               | japoński            | unisex („chłopięco” brzmiący) | –                | 19 października 2012                                                      |
| MAYU                     | Exit Tunes                              | japoński            | żeński                        | –                | 5 grudnia 2012                                                            |
| AVANNA                   | Zero-G                                  | angielski           | żeński                        | Rachael Dey      | 22 grudnia 2012                                                           |
| V3 KAITO                 | Crypton Future Media                    | japoński, angielski | męski                         | Naoto Fūga       | 15 lutego 2013                                                            |
| Megpoid English          | Internet Co., Ltd.                      | angielski           | żeński                        | Megumi Nakajima  | 28 lutego 2013                                                            |
| ZOLA PROJECT             | Yamaha Corporation                      | japoński            | męski                         | –                | 21 czerwca 2013                                                           |
| YANHE                    | Shanghai HENIAN Bplats                  | chiński             | żeński                        | Liu Seira        | 11 lipca 2013                                                             |
| Hatsune Miku English     | Crypton Future Media                    | angielski           | żeński                        | Saki Fujita      | 31 sierpnia 2013                                                          |
| YOHIOloid                | PowerFX                                 | japoński, angielski | męski                         | Yohio            | 10 września 2013                                                          |
| V3 Hatsune Miku          | Crypton Future Media                    | japoński            | żeński                        | Saki Fujita      | 27 września 2013                                                          |
| MAIKA                    | Voctro Labs                             | hiszpański          | żeński                        | –                | 18 grudnia 2013                                                           |
| Merli                    | i-style Project                         | japoński            | żeński                        | Kamata Misaki    | 24 grudnia 2013                                                           |
| Macne Nana               | M17 Bplats                              | japoński, angielski | żeński                        | Haruna Ikezawa   | 31 stycznia 2014                                                          |
| V3 MEIKO                 | Crypton Future Media                    | japoński, angielski | żeński                        | Meiko Haigō      | 4 lutego 2014                                                             |
| kokone                   | Internet Co., Ltd.                      | japoński            | żeński                        |                  | 14 lutego 2014                                                            |
| anon & kanon             | Yamaha Corporation                      | japoński            | żeński                        |                  | 3 marca 2014                                                              |
| v flower                 | Gynoid Yamaha Corporation               | japoński            | żeński                        |                  | 9 maja 2014                                                               |
| Tohoku Zunko             | AH Software                             | japoński            | żeński                        | Satō Satomi      | 5 czerwca 2014                                                            |
| IA ROCKS                 | 1st Place                               | japoński            | żeński                        | Lia              | 27 czerwca 2014                                                           |
| galaco NEO               | Yamaha Corporation Stardust Music, Inc. | japoński            | żeński                        | Shibasaki Kō     | 5 sierpnia 2014                                                           |
| Rana                     | We’ve Inc.                              | japoński            | żeński                        | Kakuma Ai        | 9 września 2014                                                           |
| V3 Gachapoid             | Internet Co., Ltd                       | japoński            | męski                         | Kuniko Amemiya   | 17 września 2014                                                          |
| Chika                    | Internet Co., Ltd                       | japoński            | żeński                        | Chiaki Ito       | 16 października 2014                                                      |
| Xin Hua                  | Gynoid Yamaha Corporation               | chiński             | żeński                        | Wang Wen Yi      | 10 lutego 2015                                                            |
| Yuezheng Ling            | Shanghai HENIAN                         | chiński             | żeński                        | Qi Inory         | 17 lipca 2015                                                             |
| Akikoroid-chan           | Lawson, Inc.                            | japoński            | żeński                        | Arimoto          | Nie do użytku publicznego: używane tylko przez sieć sklepów Lawson.       |

### Vocaloid 4 – czwarta generacja
| Produkt                       | Deweloper                                   | Język               | Rodzaj głosu                | Baza głosu           | Data wydania         |
| ----------------------------- | ------------------------------------------- | ------------------- | --------------------------- | -------------------- | -------------------- |
| VY1V4                         | Yamaha Corporation Bplats                   | japoński            | unisex („kobieco” brzmiący) | –                    | 17 grudnia 2014      |
| CYBER DIVA                    | Yamaha Corporation                          | angielski           | żeński                      | Jenny Shima          | 4 lutego 2015        |
| Yuzuki Yukari V4              | AH-Software                                 | japoński            | żeński                      | Ishiguro Chihiro     | 18 marca 2015        |
| Megurine Luka V4X             | Crypton Future Media                        | japoński            | żeński                      | Asakawa Yuu          | 19 marca 2015        |
| Gackpoid V4                   | Internet Co., Ltd.                          | japoński            | męski                       | Gackt                | 30 kwietnia 2015     |
| SF-A2 miki V4                 | AH-Software                                 | japoński            | żeński                      | Furukawa Miki        | 18 czerwca 2015      |
| Nekomura Iroha V4             | AH-Software                                 | japoński            | żeński                      | Kyounosuke Yoshitate | 18 czerwca 2015      |
| v4 flower                     | Gynoid                                      | japoński            | żeński                      | –                    | 16 lipca 2015        |
| Sachiko                       | Yamaha Corporation                          | japoński            | żeński                      | Sachiko Kobayashi    | 27 lipca 2015        |
| ARSLOID                       | Yamaha Corporation UNIVERSAL MUSIC JAPAN    | japoński            | męski                       | Akira Kano           | 23 września 2015     |
| RUBY                          | PowerFX VocaTone                            | angielski           | żeński                      | –                    | 7 października 2015  |
| Kaai Yuki V4                  | AH-Software                                 | japoński            | żeński                      | –                    | 29 października 2015 |
| Hiyama Kiyoteru V4            | AH-Software                                 | japoński            | męski                       | Kiyoshi Hiyama       | 29 października 2015 |
| Megpoid V4                    | Internet Co., Ltd.                          | japoński            | żeński                      | Megumi Nakajima      | 5 listopada 2015     |
| DEX                           | Zero-G                                      | angielski           | męski                       | Sam Blakeslee        | 20 listopada 2015    |
| DAINA                         | Zero-G                                      | angielski           | żeński                      | AkiGlancy            | 20 listopada 2015    |
| Rana V4                       | We’ve Inc.                                  | japoński            | żeński                      | Kakuma Ai            | 1 grudnia 2015       |
| Kagamine Rin i Len V4X        | Crypton Future Media                        | japoński            | żeński (Rin) męski (Len)    | Asami Shimoda        | 24 grudnia 2015      |
| Kagamine Rin i Len V4 English | Crypton Future Media                        | japoński            | żeński (Rin) męski (Len)    | Asami Shimoda        | 24 grudnia 2015      |
| Unity-chan!                   | Unity Technologies Japan Yamaha Corporation | japoński            | żeński                      | Asuka Kakumoto       | 14 stycznia 2016     |
| Fukase                        | Yamaha Corporation                          | japoński, angielski | męski                       | Satoshi Fukase       | 28 stycznia 2016     |
| Stardust                      | Shanghai HENIAN Quadimension                | japoński            | żeński                      | Chalili              | 13 kwietnia 2016     |
| Otomachi Una                  | Internet Co., Ltd MTK                       | japoński            | żeński                      | Aimi Tanaka          | 30 lipca 2016        |
| Hatsune Miku V4X              | Crypton Future Media                        | japoński            | żeński                      | Fujita Saki          | 31 sierpnia 2016     |
| Hatsune Miku V4 English       | Crypton Future Media                        | angielski           | żeński                      | Fujita Saki          | 31 sierpnia 2016     |

Głosy Append
- Miku Append – głos żeński, język japoński (dark, soft, sweet, light, vivid, solid)
- Kagamine Append – głos żeński (Rin – warm, sweet, power), język japoński. Głos męski (Len – power, cold, serious), język japoński.
- Kaito Append (Power, Whisper) – Głos męski, j.japoński.
- Meiko Append (Power, Dark, Whisper) – Głos żeński, j. japoński.
- Gumi Extend (Sweet, Power, Adult, Whisper) – Głos żeński, j. japoński.
- Gakupo Extend (Power, Whisper, Native) – Głos męski, j.japoński.

## UTAUloid
Oprócz komercyjnego Vocaloida istnieje także jego darmowy odpowiednik o nazwie UTAUloid (powszechnie nazywany UTAU). Posiada on inne banki brzmień oraz umożliwia tworzenie nowych brzmień przez użytkowników. Nie jest to produkt firmy Yamaha i nie jest z nią powiązany.
- Defoko/Utane Uta (głos bazowy) – głos żeński, język japoński
- Momone Momo – głos żeński, język japoński
- Amane Luna – głos żeński, język japoński
- Nana Haruka – głos żeński, język japoński
- Mako Nagone – głos żeński, język japoński
- Soune Taya – głos żeński i męski, język japoński
- Chii Feirune – głos żeński, język japoński
- Aido Feirune – głos męski, język angielski, japoński. Posiada wersje Append.
- Zuii Takoe – głos żeński, wielojęzyczny utau.
- Hoshine Stella – głos żeński, języki: japoński, angielski, hiszpański
- Mitani Nana – głos żeński, język japoński
- Mizuki Lena – głos żeński, język japoński
- Chii Tomero
- Imouto Defo
- Otsu Hibikine
- Kurane Zanda
- Feliks – głos męski, język japoński

Utau stworzone przez użytkowników 2ch (VIPPERloids)
- Kasane Teto – głos żeński, język japoński
- Kasane Ted (męska wersja Teto Kasane) – głos męski, język japoński
- Yokune Ruko – głos żeński i męski, język japoński
- Namine Ritsu – głos męski (głos pochodzący od kobiety), język japoński
- Rook – głos męski, język japoński
- Miko Ooka – głos żeński, język japoński
- Sukone Tei – głos żeński, język japoński
- Oniko Hinomoto – głos żeński, język japoński

Utau może być nieskończenie wiele, ponieważ tworzą je zwykli użytkownicy.

## Macne Ke
Oprogramowanie bazowane na Vocaloidzie przeznaczone na komputery Apple. Rozszerzenie dźwiękowe VoiceBanku jest w formacie AIFF. Głosy są utworzone na podstawie znanych piosenkarzy i seiyū. Ceny VoiceBanków są w granicach 980¥ do 2,980¥. Wykupuje się je na ACT2. Dwie pierwsze wersje oprogramowania nie obsługują Apple Loops, natomiast pozostałe tak. VoiceBanki można odtworzyć też w UTAU (jeśli do folderu z VB dodamy specjalnie utworzone pliki.FRQ).
- Macne Nana – głos żeński, język japoński
- Macne Petit – głos żeński, język japoński
- Macne Coco (Black & White) – głosy żeńskie, język japoński
- Macne Papa – głos męski, język japoński
- Macne Sasayaki Nana – głos żeński, język japoński

## Character Vocal Series
Jest to seria programów Vocaloid 2, składająca się z trzech pozycji – Miku Hatsune, Rin/Len Kagamine oraz Luka Megurine. Każdemu z tych głosów dana została reprezentująca go postać w stylu anime, a także specyfikacje takie jak wiek, wzrost, waga i styl muzyki, który jakoby „preferują”, a do którego najbardziej się nadają. Barwy głosu tej serii Vocaloidów zostały zaprogramowane przez firmę Crypton Future Media, współpracującą z Yamahą.

### Miku Hatsune
Miku Hatsune (jap. 初音 ミク Hatsune Miku) to pierwsza wersja drugiej generacji programu Vocaloid, a zarazem pierwsza postać z serii Character Vocal Series. Swobodne tłumaczenie jej imienia i nazwiska brzmi „pierwszy dźwięk przyszłości”. Oprogramowanie to jest przystosowanie głównie do tworzenia muzyki J-pop, jednak nic nie stoi na przeszkodzie, by użyć go do tworzenia innych gatunków muzycznych. Japoński serwis Nico Nico Douga, w ramach reklamy tej wersji Vocaloida, spopularyzował postać Miku poprzez filmiki z jej udziałem (głównie w formie animacji 2D oraz 3D), w których tle rozbrzmiewał głos Vocaloida Miku do melodii znanych piosenek. Sporą popularność zdobył filmik przedstawiający Miku trzymającą w ręku dymkę – rodzaj cebuli, często błędnie uznawanej za por – śpiewając przy tym utwór Ievan Polkka. Postać Miku zdobyła popularność na tyle dużą, że powstała manga (Hatsune Mix), a także gry z nią w roli głównej (13-sai no Hello Work DS oraz Hatsune Miku: Project Diva).
Miku wystąpiła 22 sierpnia 2009 na koncercie Animelo Summer Live 2009 ReBridge w Japonii. Została przedstawiona na wielkim ekranie na scenie, znajdującym się za muzykami grającymi akompaniament. Dostępne jest rozszerzenie o nazwie Miku Append, które dodaje sześć nowych barw głosu, co pozwala na większą ekspresję.

### Rin/Len Kagamine
Rin Kagamine oraz Len Kagamine (jap. 鏡音 リン・レン Kagamine Rin/Ren) – druga wersja programu Vocaloid 2, zawierająca głosy dwóch postaci – Rin (dziewczyna) oraz Len (chłopak). Wbrew popularnej opinii nie są oni rodzeństwem, lecz lustrzanymi odbiciami. Ich nazwisko, Kagamine, oznacza po japońsku „lustrzany dźwięk”, zaś ich imiona to gra słów i oznacza kierunki – lewy i prawy. Odwołując się do oficjalnego blogu, paczka zawiera dwa zestawy głosów: jeden dla Rin, a drugi dla Lena, obydwa zapewnione przez aktorkę głosową Asami Shimodę. Pomimo że oprogramowanie zawiera głosy dwóch postaci, kosztuje tyle samo co Miku Hatsune. Odegrali jedynie małe role w anime (Zoku) Sayonara Zetsubou Sensei, gdzie ich dwoje, Miku, Kaito i Meiko (oraz różni inni ludzie i postacie) próbują stać się głosem Meru Otonashi. 12 czerwca 2008 roku Crypton ogłosił, że ulepszona edycja, nazwana „act2”, pojawi się w lipcu 2008. Użytkownicy, którzy zakupili starą wersję otrzymają dysk rozszerzający bez opłaty. 18 lipca 2008 na oficjalnym blogu firmy pojawiły się beta demonstracyjne utwory z użyciem nowej wersji. Dysk rozszerzający to zupełnie inne oprogramowanie i nie ma wpływu na oryginalną instalację Kagamine Rin/Lena, dając użytkownikowi opcję wybrania, czy chce używać starej czy nowej wersji oddzielnie, czy też ich kombinacji. Dostępne jest rozszerzenie o nazwie Append, które pozwala na większą kompresje głosu.

### Luka Megurine
Luka Megurine (jap. 巡音 ルカ Megurine Ruka) to trzeci Vocaloid z serii Character Vocal Series. Jej nazwisko to kombinacja Meguri (巡 – jap. krążyć) oraz Ne (音 – jap. dźwięk). Oprogramowanie pojawiło się w sprzedaży 30 stycznia 2009. Głos w nim zawarty przypomina głos 20-letniej dziewczyny, pozwala tworzyć piosenki zarówno w języku japońskim, jak i angielskim. Jej wygląd został zaprojektowany przez artystę mangowego Kei Garou, tego samego, który zrobiłł projekty Miku, Rin i Lena. Postać, która ją ilustruje, w przeciwieństwie do pozostałych maskotek serii, nie jest ubrana w szkolny strój. Jest strojem jest nieco bardziej współczesny Cheongsam.

## Gackpoid i Megpoid
Oprócz serii Character Vocal Series istnieją również dwie osobne edycje Vocaloid ilustrowane postaciami w stylu anime. Różnią się one jednak tym, że ich głosy są wzorowane na słynnych japońskich artystach. Przeniesienia głosu artystów do oprogramowania Vocaloid podjęła się firma Internet Co.
- Gakupo Kamui, znany jako Gackpoid – jego głos jest wzorowany na głosie japońskiego wokalisty Gackta. Ukazany jako długowłosy samuraj ubrany w klasyczny samurajski strój. Jego postać przypomina Alto Saotome z anime Macross Frontier.
- GUMI, znana jako Megpoid – jej głos jest wzorowany na głosie japońskiej wokalistki Megumi Nakajimy. Postać, która ją ilustruje, jest podobna do Ranki Lee z anime Macross Frontier, której głosu udzielała właśnie Nakajima.

## AH Software
Firma ta stworzyła trzy wersje Vocaloida zilustrowane postaciami w stylu anime, podobnie jak seria Character Vocal Series oraz postacie firmy Internet Co.
- SF-A2 Miki – głosu tej wersji użyczyła Miki Furukawa, członkini zespołu Supercar. Jej postać to młoda, czerwonowłosa dziewczyna, mająca na rękach i nogach wzory przypominające połączenia części ciała robota, przez co można wnioskować, iż jest robotem lub istotą z innej planety.
- Yuki Kaai – jej głos stworzony został z materiału zawierającego głosy dzieci ze szkoły podstawowej. Ukazana jako 9-letnia dziewczynka.
- Kiyoteru Hiyama – jego głos dopracowano w partiach sopranowych, dzięki czemu brzmi naturalnie w wysokich partiach brzmienia. Ukazany jako nauczyciel.
- Nekomura Iroha – ukazana jako różowowłosa dziewczyna w kasku z głośnikami zamiast rąk.